# Mydidae
Mydidae zijn een familie van vliegen. De wetenschappelijke naam van de familie is voor het eerst geldig gepubliceerd in 1809 door Latreille.
De familie omvat iets minder dan 500 soorten die een vrijwel wereldwijde verspreiding kennen. De vliegen zijn tamelijk groot, ook de grootste beschreven vlieg Gauromydas heros behoort tot deze familie. In deze familie komt veel mimicry voor van stekende vliesvleugeligen (vooral wespen).

## Taxonomie
De soort is ingedeeld in 11 onderfamilies:
- Onderfamilie Anomalomydinae Papavero & Wilcox, 1974
- Onderfamilie Apiophorinae Papavero & Wilcox, 1974
- Onderfamilie Cacatuopyginae Papavero & Wilcox, 1974
- Onderfamilie Diochlistinae Bequaert, 1963
- Onderfamilie Ectyphinae Wilcox & Papavero, 1971
- Onderfamilie Leptomydinae Papavero & Wilcox, 1974
- Onderfamilie Megascelinae Cazier, 1941
- Onderfamilie Mydinae Latreille, 1809
  - Tribus Dolichogastrini Papavero & Wilcox, 1974
  - Tribus Messiasiini Papavero & Wilcox, 1974
  - Tribus Mydini Latreille, 1808
  - Tribus Phyllomydini Papavero & Wilcox, 1974
- Onderfamilie Rhaphiomidinae Hendel, 1936
- Onderfamilie Rhopaliinae Papavero & Wilcox, 1974
- Onderfamilie Syllegomydinae Bequaert, 1963
  - Tribus Cephalocerini Hesse, 1969
  - Tribus Halterorchini Hesse, 1972
  - Tribus Syllegomydini Bequaert, 1963